# 利夫拉门图圣母城
利夫拉门图圣母城是巴西马托格罗索州的一个市镇。总面积5192.568平方公里，总人口12302人，人口密度2.4人/平方公里。